# Cetotheriopsis
Cetotheriopsis — рід вимерлих китоподібних родини Cetotheriopsidae.

## Таксономія
Типовий вид цього роду, C. lintianus, спочатку був описаний німецьким палеонтологом Германом фон Мейєром як вид Balaenodon (рід вимерлих кашалотів). Згодом його визнали відмінним від типового виду Balaenodon, і йому дали нову загальну назву Stenodon. Однак пізніше він був перейменований в Cetotheriopsis, оскільки Стенодон вже використовувався для черевоногих молюсків Костянтином Самуелом Рафінеском у 1818 році. Зі свого боку, П'єр-Йозеф ван Бенеден придумав Aulocetus як заміну Stenodon, не знаючи про попередню назву заміни.